# Сабадаш Степан Олексійович
Степан Олексійович Сабадаш (5 червня 1920, Ванчинець — 25 серпня 2006) — український композитор, диригент, хормейстер.

## Біографія
Народився 5 червня 1920 року в селі Ванчинець (нині Новоселицького району Чернівецької області). З дитинства захоплювався музикою, співом. З 13 років навчався гри на скрипці у регента церковного хору Івана Кіріяка. За порадою останнього в 15 років почав самостійно навчатися гри на трубі й вже через пів року був прийнятий до професійного духового оркестру села Ванчиківців.
У 16 років Степан уже керував цим оркестром, а у 18-річному віці почав опановувати акордеон і невдовзі став найкращим акордеоністом не лише Буковини, а і Румунії. Був запрошений працювати на Бухарестське радіо, проте з політичних міркувань відмовився від цієї пропозиції.
У 1940 році, з приходом радянської влади на Буковину, вступив до Чернівецького музучилища на фах акордеоніста. Враховуючи віртуозне виконання творів на вступному іспиті, був зарахований відразу на другий курс і закінчив училище за рік. У 1941–1944 роках навчався в приватній румунській консерваторії Чернівців по класу акордеона, Паралельно працював у ресторані, заробляючи на життя й оплату навчання.
У 1944 році почав працювати в Чернівецькій філармонії, де було створено естрадний ансамбль. Згодом був призваний до лав Червоної армії. Створив ансамбль з числа військовослужбовців-артистів, який виступав у військових частинах 4-го Українського фронту аж до закінчення війни. Після демобілізації працював у Чернівецькому українському драмтеатрі концертмейстером, одночасно керував свінговим оркестром при Чернівецькому будинку офіцерів. Згодом, разом з Іллею Міським, створили естрадний оркестр при кінотеатрі імені О. Кобилянської. Невдовзі був створений ще один оркестр у кінотеатрі «Жовтень», який було визнано найкращим серед оркестрів кінотеатрів України. Для цих оркестрів Степан Олексійович написав багато оркестрових творів.
З 1951 року періодично створював самодіяльні хори. Один із них — Першої трикотажної фабрики, яким керував 16 років. У 1954 році цей колектив на республіканському огляді художньої самодіяльності посів 1-ше місце.
У 1952 році вдруге вступив до Чернівецького музичного училища — уже на хорово-диригентне відділення. Створив міську хорову капелу при Палаці текстильників. За короткий час капела (100 учасників) стала високопрофесійним колективом, була поставлена навіть опера Мусоргського «Борис Годунов».
Протягом багатьох років популяризував хоровий спів, писав тематичні пісні й робив оркестровки для супроводу хору і танцювальних колективів. Часто йому доручали керівництво хорами гала-концертів, найбільшим із них був тритисячний хор на святі весни в Чернівцях.
З 1967 року мешкав в Києві. Працював керівником музично-інструментального ансамблю Жовтневого палацу, виступав зі звітними авторськими концертами в Україні та в республіках СРСР.
Був членом Музфонду та Музичного товариства України.

Могила Степана Сабадаша

Помер 28 серпня 2006 року в Києві. Похований на Байковому цвинтарі (ділянка № 33).

## Творчість

### Найпопулярніші твори
Більшість його пісень стали популярними й навіть народними.
Це:
- «Марічка» (1955[1][2], слова Михайла Ткача), перше сольне й найвідоміше виконання — Дмитра Гнатюка
- «Очі волошкові» (1965[3], слова Анатолія Драгомирецького), уперше виконав Євген Савчук, найвідоміші виконавці — Дмитро Гнатюк, Олександр Скачко, Олександр Василенко
- «Пісня з полонини» (слова Олени Пономаренко)
- «Осінь» (слова Дмитра Луценка)
- «Спогад» (слова Дмитра Луценка)
- «Ромашка» (слова Злати Бичкової)

та деякі інші.

### Оригінальні твори 1950—1960 років (Чернівецький період)
- «Чернівецький вальс» — для соліста з мішаним хором у супроводі фортепіано. Слова М. Ткача, 1954 рік.
- «Пісня про Лук'яна Кобилицю» — для баритона в супроводі фортепіано. Слова І. Кутеня, 1954 рік.
- «Буковинська доріжна» — для чоловічого квартету в супроводі фортепіано. Слова В. Григоренко, 1955 рік.
- «Марічка», пісня для соліста з мішаним хором, у супроводі фортепіано. Слова М. Ткача, 1955 рік
- «Буковинська полька» — для соліста в супроводі фортепіано. Слова І. Кутеня, 1956 рік.
- «Чучело» — жартівлива пісня для баритона з хором у супроводі фортепіано. Слова І. Кутеня, 1956 рік.
- «Вареники» — для мішаного хору а капела. Слова І. Кутеня, 1957 рік.
- «Коломийки» — для хору а капела. Слова І. Кутеня, 1958 рік.
- «Наші славні свинарі» — для хору в супроводі фортепіано. Слова І. Кутеня, 1959 рік.
- «Хвала тобі, партіє!» — для мішаного хору з фортепіано. Слова С. Брозницького, 1959 рік.
- «Пісня з полонини» — для соліста й мішаного хору акапело. Слова О. Пономаренко, 1960 рік.
- «Пісня про Леніна» — для хору з фортепіано. Слова В. Голубничого, 1960 рік.
- «Возз'єднана Буковина» — пісня для хору в супроводі фортепіано. Слова П. Амбросій, 1960 рік.

Пісня для соліста:
- «Ой, думала я» — пісня для соліста з фортепіано. Слова І. Кутеня. 1961 рік.
- «Пісня про цілину» — для соліста з жіночим хором у супроводі фортепіано. Слова Ульянінського, 1961 рік.
- «Пісня про рідне місто» — для соліста з хором. Слова Б. Григоренко, 1962 рік.
- «Пісня про трембіту» — для соліста в супроводі фортепіано. Слова народні, 1952 рік.
- Буковинські коломийки.
- « Очі волошкові». Слова А. Драгомирецького, 1964 рік.
- «Батьківщино, краю дорогий». Слова А. Драгомирецького, 1964 рік.
- «Перший поцілунок». Слова П. Голубничого, 1965 рік.
- «Дівочі мрії». Слова А. Добрянського, 1965 рік.
- «Ромашка». Слова Л. Кучерявенка, 1965 рік.
- «Безсмертне слово Кобзаря». Слова О. Штойко, 1965 рік.

- «Чому?». Слова О. Пономаренко.
- «Вишні». Слова 3. Бичкової.
- «Гуцулочка». Слова М. Бакая.
- «Моя Буковина», Слова А. Кучерявенка.
- «Осінь». Слова Т. Коломієць.
- «Пісня про лікаря». Слова Г. Бойка.
- «Рута-м'ята», Слова М. Ткача.
- «Вечірня пісня». Слова Л. Забашти, 1967 рік.
- «Коханий краю». Слова І. Кутєня.
- «Спогад». Слова Д. Луценка.
- «Мечта». Слова І. Лазаревського.
- «Комсомолочка». Слова Л. Кучерявенка.
- «Кого кохаю, того не маю». Слова Л. Кучерявенка.
- «Американському солдату». Слова О. Олійникова, І. Лазаревського.

### Обробки
- «Румунська рапсодія» для естрадного оркестру, 1958 рік.
- «Фантазія на буковинські теми» для естрадного оркестру, 1957 рік.
- Фантазія «На фестиваль» для естрадного оркестру, 1958 рік.
- Фантазія «Етапи великого шляху» для естрадного оркестру, 1959 рік.
- «Синя чічка» — буковинська народна пісня для соліста з мішаним хором, 1958 рік.
- «Во поле березонька стояла» — російська народна пісня для соліста з мішаним хором, 1953 рік.
- «Попурі комсомольських пісень» — 1956 рік.

Наприкінці 1960-х років С. Сабадаш розпочав роботу над оперетою про життя буковинців.

### Київський період
Були написані хорові твори:
- «Краю мій» (на слова В. Кириленка);
- «Нова зоря над Україною» (на слова В. Кириленка);
- «Благовіст» («Михайлівські дзвони») на слова Б. Олійника;
- «Пісня про першого космонавта України Л. Каденюка» (на слова А. Демиденка) та інші.

Твори для соліста:
- «Твої очі» (на слова В. Кириленка);
- «Осенняя песня» (на слова В. Кириленка);
- «Біла ружа» (на слова В. Кириленка);
- «Колискова для Аннички» (на слова В.Кириленка);
- «А ты поверь!» (на слова В. Кириленка) та інші.

## Почесні звання
- Заслужений діяч мистецтв УРСР з 1965 року;
- Народний артист України з 2000 року.

## Вшанування
- Портрет художника у 1965 році написав живописець Володимир Симоненко[4];
- У Чернівцях, на Алеї зірок, Степану Сабадашу ще за життя встановили іменну зірку;
- В рідному селі митця відкрита кімната-музей.